# 吳賢貴
吳賢貴（1886年—1940年5月28日）是一位歸化日本國籍的中國人，武術家、商人。

## 生平
吳賢貴出生在福建省閩縣（今福建省福州市台江區），在家中排行第四，因此又名四俤。當時中國社會動盪，為防止遭到盜賊的欺凌，吳賢貴跟隨族叔吳松牳學習白鶴拳。
1912年，吳賢貴來到沖繩縣的那霸，翌年在那霸市的東町創立永光茶行。在此期間，吳賢貴向安仁屋正昌等人傳授白鶴拳。他與宮城長順、許田重發成為友人，並向他們傳授白鶴拳拳法。在空手道的型中，三戰（サンチン）、中框（チュウコン）、二十八宿（ネーパイ）便與白鶴拳有關。
1924年，吳賢貴經宮城長順、許田重發的介紹，加入了本部朝勇創立的沖繩唐手研究俱樂部（後改名沖繩唐手俱樂部）。
吳賢貴與日本籍琉球人吉川真嘉戶（吉川マカト）結婚，入贅。隨後加入了日本國籍，改姓吉川。1940年因胃病逝世於那霸。